# Séraphin Enrico
 (juillet 2021).
Si vous disposez d'ouvrages ou d'articles de référence ou si vous connaissez des sites web de qualité traitant du thème abordé ici, merci de compléter l'article en donnant les références utiles à sa vérifiabilité et en les liant à la section « Notes et références ».
Séraphin Enrico (né Serafino Secondo Giovanni Enrico le 3 juillet 1898 à Mongrando en Italie et mort le 19 novembre 1990 à Marcols-les-Eaux) est connu pour avoir réalisé une œuvre monumentale aujourd'hui disparue, à Saint-Calais dans la Sarthe.

## Biographie
Issu d’un milieu modeste, Séraphin Enrico est cimentier à 14 ans. En 1915, il est mobilisé dans les Chasseurs alpins italiens et perd un doigt après avoir eu les mains gelées. Après la guerre, il part pour la France qui a besoin de main d’œuvre dans le bâtiment et travaille sur plusieurs chantiers avant de s'installer en 1925 à Saint-Calais. Le lieu lui paraît idéal pour y construire sa maison et son merveilleux jardin, auquel il consacrera tout son temps pendant une vingtaine d’années, armé d’une simple brouette et de truelles. Les ciments et mortiers colorés lui servent de matériaux de base. Son goût pour la sculpture et la peinture se traduit dans son travail par la réalisation de personnages et d’animaux peints qu’il installe dans des décors appropriés.
La peinture florentine, le sport, la mythologie et les femmes en tenues « sexy », sont ses principales sources d’inspiration. Au milieu des années soixante, le jardin de Séraphin Enrico est l’attraction locale : des centaines de familles le visitent.
Séraphin Enrico travaille à son jardin jusqu'en 1972, y mettant toute son énergie et ses revenus. Sans argent, il continue en fabriquant lui-même son ciment avec les pierres de la rivière qu’il réduit en poudre.
À 74 ans, il quitte la région contre son gré, pour aller finir ses jours avec sa famille à Divonne-les-Bains dans l’Ain.
Séraphin Enrico meurt en 1990, laissant derrière lui une œuvre méconnue.
En mai 1995, grâce au témoignage de Monsieur Justin Stern, et à de vieilles photographies conservées par les voisins, l'association Luna Rossa retrouve et restaure quelques-unes de ses sculptures. Elles figurent aujourd'hui au jardin de Luna Rossa à Caen.